# 동티모르의 공항 목록
동티모르의 공항 목록이다.
1. 프레지덴트 니콜라우 로바투 국제공항
2. 외쿠시 공항
3. 수아이 공항
4. 비케케 공항
5. 바우카우 공항

## 같이 보기
- ICAO 공항 코드 목록: W